# 格雷魔法學校
格雷魔法學校（Grey School of Wizardry）是一間在美國加利福尼亞州專業於魔法與神秘學的非牟利網絡學校，是全世界第一間被官方認可為學術機構的巫術學校，為世俗和不受宗教組織控制的學術機構。它是由創立全世界教會的創辦者奧伯倫·澤爾-拉文霍特創立，至今仍然是格雷魔法學校的校長。該校有16個科目，合共超過450個課程。畢業生會成為合資格的熟習巫師，得到傳統的「熟習」頭銜表示完成了課程。

## 歷史
在學校成立之前，奧伯倫·澤爾-拉文霍特在2002年已經成立了一個名叫灰魔法協會的課程諮詢小組。 這個課程諮詢小組由二十多個學校創辦人，神秘主義學者，魔法師，巫師和新異教主義的領導人組成 他們在2003年創作了一本魔典作為教科書，名叫巫師繼承者的魔典（英文:Grimoire for the Apprentice Wizard），接著在2006年創作了另一本名為巫師繼承者指南（英文:Companion for the Apprentice Wizard）的教科書。
格雷魔法學校首次開放於2004年八月一日，這天是一個名叫魯格納薩多的蓋爾人豐收節，是一個異教的假日，在2011年報告有735個學生。 格雷魔法學校的校訓是西塞羅的名言萬物有靈，萬物皆有連繫（拉丁文: Omnia vivunt, omnia inter se conexa）。這是一家針對11-17歲兒童的非牟利性教育機構，也適用於任何年齡的成年人。 該學校的名稱與托爾金經典文學《魔戒》中主角甘道夫（Gandalf the grey）的名字相關。 它於2004年3月14日在加利福尼亞州成立為非營利教育機構，並於2007年9月27日從美國國稅局豁免徵收稅項。

## 課程
學校提供7年的巫師學徒課程。教師和學生代表了各種各樣的信仰，包括異教徒，基督徒，猶太人，佛教徒，印度教徒和穆斯林教徒。
課程從簡單的課程開始，隨著學生的進步而增加難度。超過450課程提供16個設有顔色作標籤的科目包括：巫術（靛藍），自然學（銀），magickal實踐（金），心靈藝術（AQUA），治療（藍色），草藥學（綠色），占卜学（黃色），表演魔術的（橙色），煉金術＆的magickal科學（紅色），Lifeways（粉紅色），野獸掌握（棕色），宇宙學（紫色），Mathemagicks（清晰），儀式魔法（白色），學問（灰色），和黑魔法（黑色）。雖然有些課程涉及神話和比較宗教，但學校的魔法書（魔法書），學徒嚮導伴侶以及學校的哲學著重魔法而不是靈性。
該計劃部分被受到J·K·羅琳小說《哈利波特》裡虛構學校“霍格沃茨魔法學校 ”的啟發 ，像霍格沃茨一樣，灰色學校舉辦4青年的房子：火蠑螈沙羅曼達，溫蒂妮（Undines），西爾芙（Sylphs）和侏儒（地精），那與元素火，水，風和土有關。同樣，有四個相同的成人旅舍：火焰，水域，風和石頭。房屋和小屋由教職員和學生主管主持。儘管與一所虛構的學校產生了這種共鳴，但灰色魔法學校是“一個完全認真的項目”; 它是一個教育豐富的機構，為兒童提供服務，並為成人提供持續的教育機會。格雷學校提供了一個互動的社交環境，包括俱樂部，優點，挑戰，獎項，季度學生運行的學校雜誌“Grey Matters”，在美國和海外舉辦為期數週的夏令營“Conclaves”，以及一所提供家庭教育和GED課程的虛擬學校。虛擬學校的建立主要是為異教徒聚焦的現代異教徒及其子女提供教育。
根據艾薩克·鮑尼維斯的說法， " “魔典中收集了關於儀式性的本土和以地球為中心的魔法，古希臘和Neopagan宗教的智慧庫，明智的義務是保護手無寸鐵，偉大的巫師和巫師過去和現在，等等。“ [10]Bonewits還聲稱，學校為現代Wicca運動的教導不滿意的男性提供了一個機會。

## 延伸閱讀

### 書籍
- Zell-Ravenheart, Oberon - Grimoire for the Apprentice Wizard  (New Page Books, 2004)
- Bonewits, Isaac - The Pagan Man (Kensington Citadel Press, 2005) p. 84
- Zell-Ravenheart, Oberon - Companion for the Apprentice Wizard (New Page Books, 2006)
- Adler, Margot - Drawing Down the Moon: Witches, Druids, Goddess-Worshippers, and Other Pagans in America Today, (1979; revised and expanded 3rd edition Penguin Books, 2006) pp. 330, 334
- Ash “LeopardDancer”, DeKirk - Dragonlore  (New Page, 2006)
- Pesznecker, Susan “Moonwriter” - Gargoyles  (New Page, 2006)
- Moonoak, Luke - Radiant Circles (The Solantis Institute, 2010)
- Cusack, Carole - Invented Religions (Ashgate, 2010)

### 雜誌
- Prosser, Lee - Ghostvillage.com review Fate Magazine (March 19, 2004)
- Seth, Shalini - The Grey School of Wizardry Emirates Today in the UAE (Nov. 18, 2005).
- Night Sky, Michael & Anne Newkirk Niven - Oberon Zell: A Wizard’s Vision  (PanGaia Magazine #47) (Autumn 2007) pp. 22–28

### 學術論文
- Cusack, Carole M., Associate Professor, BA (Hons), MEd, PhD, Editor, Journal of Religious History - The Church of All Worlds and Pagan Ecotheology: Uncertain Boundaries and Unlimited Possibilities Studies in Religion A20, University of Sydney NSW 2006

### 在線出版物
- Zell-Ravenheart, Oberon - Esoteric Education: Restoring the Wonder
- Beattie, Bill - Interview with Oberon Zell-Ravenheart Witchcraft Magazine (Australia) (May 18, 2005)
- O’Gaea, Ashleen - Interview with Oberon Zell-Ravenheart Tapestry (Litha and Lammas issues, 2005)
- Zell-Ravenheart, Oberon - The Grey School of Wizardry’s 1st Birthday Five Feathers Magazine (Sept. 2005)
- Elson, Rebecca - Ten Questions with Oberon Zell-Ravenheart The Magical Buffet (issue 16)  （页面存档备份，存于）
- Shadowlands, Harlequin - Interview with Oberon Zell-Ravenheart The Witches Codex,
- Badb, Jillbe - Interview with a Living Pagan Icon The Druid’s Egg (Imbolg 2007) (Contributing Editor)  （页面存档备份，存于）
- Pesznecker, Susan “Moonwriter” - Profile: The Grey School of Wizardry The Magical Buffet, March 2007.  （页面存档备份，存于）
- Online Wizardry Recognized with a 501(c)(3) - Alternative Approaches.com (October 29, 2007)
- Wind, Mabyn An Interview with Oberon Zell-Ravenheart - Penton (Dec. 2007)
- Sffarlenn, Laneth - Wizards of Old and New, the Grey School is Calling For You!  The Witches’ Voice (February 11, 2008)
- Zaman, Natalie - We’re Off to Meet a Wizard: The Wonderful Oberon Zell! Broomstix (Beltane 2008)  （页面存档备份，存于）
- White, Peter M. - Oberon Zell-Ravenheart Interview The Witches’ Codex (Oct. 31, 2008)
- Walmsley, Charlotte (at Cardiff University) - Welcome to the Grey School of Wizardry: Real Life Dumbledore's Harry Potter Haven The National Student (August 19, 2013)

## 外部連結
- Grey School of Wizardry Official Website （页面存档备份，存于）（英文）